# Аккончи, Вито
Ви́то Акко́нчи (Vito Acconci; 24 января 1940 — 28 апреля 2017) — италоамериканский поэт, художник, архитектор.

## Биография
Вито Аккончи родился 24 января 1940 года в Бронксе. Его отец был итальянским иммигрантом, который водил его в музеи и театры, дал ему начальное художественное образование. Аккончи изучал литературу в College of the Holy Cross и поэзию в University of Iowa.
Он начал свою карьеру как поэт.  В конце 1960-х Аккончи занялся перформансом и видеоартом, используя собственное тело как объект для фотографий, видео и представлений. В перформансе «Seedbed» (январь 1972), Аккончи лежал, спрятанный под пандусом, установленным в Sonnabend Gallery, и мастурбировал, озвучивая в громкоговоритель свои фантазии о посетителях, которые ходили над ним по пандусу.
На протяжении 1980-х Аккончи сосредоточился на архитектуре и ландшафтном дизайне. Один из примеров — «Walkways Through the Wall». В 1960-х годах женился на художнице Розмари Майер.
Другой пример — «Dirt Wall» (1992) в Arvada Center Sculpture Garden в Колорадо. Стена начинается вне центра и продолжается вовнутрь, простираясь от земли на высоту 24 фута. Стена из стекла и стали содержит смесь вулканического камня, песка, почвы, которую видно сквозь стеклянные панели. Он преподавал во многих институтах, включая Nova Scotia College of Art and Design, Halifax; California Institute of the Arts, Valencia; Cooper Union; School of the Art Institute of Chicago; Yale University; Parsons School of Design.\ Преподавал также в колледже в Бруклине.

## «Слежка» и «Шаг»
Аккончи до предела довел концепцию Сола ЛеВитта, согласно которой предварительное планирование и повторы являются основными детерминантами творчества. Сначала Аккончи придумывал себе установку, например: «выбирать какого-то человека наобум, на улице, где угодно, и делать это 23 дня подряд. Следовать за ним, куда бы он не пошёл, независимо от дальности и долготы маршрута. Акция заканчивается, когда он входит в какое-то частное место: дом, офис и т. д.». Именно такой формат был применен в «Слежке» (1969), задокументированной фотографом, который шёл за Аккончи и фиксировал почти бессмысленные действия художника и его жертвы. В этой и подобных ей работах Аккончи сам был действенным материалом. И именно незначительность этих действий в итоге трансформировала их в структуру и содержание произведений искусства. Таким же образом была построена его работа «Шаг», 1970. Установив в своей квартире табуретку высотой 18 дюймов (46 см), он использовал её как ступеньку. «Каждое утро в течение назначенных месяцев я ступаю на табуретку и схожу с неё вверх-вниз, примерно 30 шагов в минуту. Действие длится, пока я в состоянии делать это безостановочно, — и количество шагов затем записывается».